# Pedro Barceló (historiador)
Pedro Barceló (Vinaroz, provincia de Castellón de la Plana, 30 de abril de 1950) es un historiador hispano-alemán especialista en Historia Antigua.

## Biografía
Se licenció en Historia y Filología en la Universidad de Friburgo (1976), obteniendo el doctorado en 1980. Posteriormente, entre 1982 a 1988, se desempeña como profesor asociado en la Universidad Católica de Eichstaett donde obtuvo un segundo doctorado, esta vez en Historia Antigua  (1986). 
Entre 1988 y 1990 ejerció como catedrático interino de Historia Antigua en la Universidad de Heidelberg y Eichstätt y como profesor invitado por la Universidad de Sudáfrica (Pretoria) en 1990 y por la Universidad de Sofía (Bulgaria) en 1993. 
De 1979 a 1988 fue investigador asociado, desde 1982 profesor asistente en la Universidad Católica de Eichstaett-Ingolstadt. 
En 1991 obtuvo el Premio de investigación Heisenberg.
Ha ocupado la cátedra de Historia Antigua en Eichstaett (1991) y entre 1994 y septiembre de 2015 en la Universidad de Potsdam. 
Miembro de Correspondiente de la Real Academia de la Historia (1995). Doctor honoris causa de la Universidad Jaime I
Destacan también sus participaciones como Directeur d´études por la École Pratique des Hautes Études (Sorbona, 2000), fundador y codirector del grupo europeo de investigación POTESTAS (desde 2001), profesor invitado por la Universidad de Florencia (2005), miembro de la presidencia de la Ernst-Kirsten Gesellschaft (2008-2010), evaluador de la Fundación Humboldt (desde 2010), miembro del comité científico de la revista Dialogues d’Histoire ancienne de la Universidad de Besanzón (2011).

## Obras
- Karthago und die Iberische halbinsel vor den Barkiden (1988)
- Christen und Heiden in Staat und Gesellschaft des zweiten bis vierten Jahrhunderts (con Gunther Gottlieb). Vögel, 1992.
- Basileia, Monarchia, TyrannisFranz Steiner Verlag, 1993[3]
- Grundkurs Geschichte I. Altertum. Athenaeum, 2ª ed. Weinheim 1994 (Studienbücher Geschichte), ISBN 3-7610-7245-7
- Hannibal. C.H. Beck, München 1998 (Beck'sche Reihe Wissen), ISBN 3-406-43292-1.
- Aníbal de Cartago (2000)
- Hannibal. Stratege und Staatsmann. Klett-Cotta Verlag, Stuttgart 2004, ISBN 3-608-94301-3.
- Constantius II. und seine Zeit. Die Anfänge des Staatskirchentums,  2004
- Kleine römische Geschichte. Primus Verlag, Darmstadt 2005, ISBN 3-89678-541-9.
- Alexander der Große. Wissenschaftliche Buchgesellschaft/Primus, Darmstadt 2007, ISBN 3-89678-610-5.
- Historia de la Hispania romana (2007)
- Aníbal. Estratega y estadista (La Esfera de los Libros, 2010).ISBN 9788497349758[4]
- Alejandro Magno, Alianza Editorial, Madrid, 2011. ISBN 978-84-206-5350-1
- La Grecia clásica. Historia National Geographic. Vol.7 (con David Hernández de la Fuente), (RBA, Barcelona 2012).[5]
- Das Römische Reich im religiösen Wandel der Spätantike. Kaiser und Bischöfe im Widerstreit. Verlag Friedrich Pustet, Regensburg 2013, ISBN 978-3-7917-2529-1.
- Historia del pensamiento político griego: teoría y praxis (con David Hernández de la Fuente), (Editorial Trotta, Madrid 2014). ISBN 978-84-9879-540-0.[6]
- Breve historia política de la Grecia clásica (con David Hernández de la Fuente), (Escolar y Mayo editores, Madrid 2015). ISBN 978-84-16020-30-0.
- Breve historia política del mundo clásico (con David Hernández de la Fuente), (Escolar y Mayo editores, Madrid 2017). ISBN 9788416020973.